# 5-ös busz (Szolnok)
A szolnoki 5-ös jelzésű autóbusz egy helyi járat, ami a Tallinn városrésze és a Cukorgyári lakótelep között közlekedik az Üteg utca felé. A viszonylatot a Volánbusz üzemelteti.

## Megállóhelyei
| 5 (Tallinn városrész ◄► Üteg utca ◄► Rákóczi út ◄► Cukorgyári lakótelep) | 5 (Tallinn városrész ◄► Üteg utca ◄► Rákóczi út ◄► Cukorgyári lakótelep) | 5 (Tallinn városrész ◄► Üteg utca ◄► Rákóczi út ◄► Cukorgyári lakótelep) | 5 (Tallinn városrész ◄► Üteg utca ◄► Rákóczi út ◄► Cukorgyári lakótelep) | 5 (Tallinn városrész ◄► Üteg utca ◄► Rákóczi út ◄► Cukorgyári lakótelep) | 5 (Tallinn városrész ◄► Üteg utca ◄► Rákóczi út ◄► Cukorgyári lakótelep)          | 5 (Tallinn városrész ◄► Üteg utca ◄► Rákóczi út ◄► Cukorgyári lakótelep) | 5 (Tallinn városrész ◄► Üteg utca ◄► Rákóczi út ◄► Cukorgyári lakótelep) |
| Sorszám (↓)                                                              | Megállóhely                                                              | Perc (↓)                                                                 | Perc (↓)                                                                 | Kilométer (↓)                                                            | Átszállási kapcsolatok                                                            |                                                                          |                                                                          |
| ------------------------------------------------------------------------ | ------------------------------------------------------------------------ | ------------------------------------------------------------------------ | ------------------------------------------------------------------------ | ------------------------------------------------------------------------ | --------------------------------------------------------------------------------- | ------------------------------------------------------------------------ | ------------------------------------------------------------------------ |
| 0                                                                        | Tallinn városrész végállomás                                             | 0                                                                        | 0                                                                        | 0.0 km                                                                   | 1, 1A, 1Y, 2, 2Y, 3, 10, 10A, 11Y, 12, 12A, 31, 35, 36, 37                        |                                                                          |                                                                          |
| 1                                                                        | Dr. Sebestény Gyula út                                                   | 2                                                                        | 2                                                                        | 0.8 km                                                                   | 10A, 12A, 31                                                                      |                                                                          |                                                                          |
| 2                                                                        | Üteg utca                                                                | 3                                                                        | 3                                                                        | 1.6 km                                                                   | 10A, 11, 12A, 31, 35                                                              |                                                                          |                                                                          |
| 3                                                                        | Bimbó utca                                                               | 4                                                                        | 4                                                                        | 2.2 km                                                                   | 10A, 11, 12A, 31, 35                                                              |                                                                          |                                                                          |
| 4                                                                        | Városmajor út                                                            | 5                                                                        | 5                                                                        | 2.6 km                                                                   | 11, 35                                                                            |                                                                          |                                                                          |
| 5                                                                        | MÁV kórház                                                               | 6                                                                        | 6                                                                        | 2.9 km                                                                   | 2, 2Y, 3, 11, 35                                                                  |                                                                          |                                                                          |
| Csak a Cukorgyári lakótelep felé tartók érintik.                         |                                                                          |                                                                          |                                                                          |                                                                          |                                                                                   |                                                                          |                                                                          |
| 6                                                                        | Pólya Tibor út                                                           | 7                                                                        | 7                                                                        | 3.4 km                                                                   | 3, 11, 15, 35, 36, 37, 41                                                         |                                                                          |                                                                          |
| 7                                                                        | Szolnok ispán körút                                                      | 9                                                                        | 9                                                                        | 3.8 km                                                                   | 10, 10A, 11, 11Y, 12, 12A, 32, 41                                                 |                                                                          |                                                                          |
| 8                                                                        | Várkonyi tér                                                             | 11                                                                       | 11                                                                       | 4.3 km                                                                   | 1, 1A, 1Y, 11, 11Y, 41                                                            |                                                                          |                                                                          |
| 9                                                                        | Vásárcsarnok                                                             | 12                                                                       | 12                                                                       | 4.6 km                                                                   | 1, 1A, 1Y, 11, 11Y, 20, 20A, 21, 21A, 22, 22A, 23, 23A, 23E, 24, 24A, 25, 25A, 41 |                                                                          |                                                                          |
| 10                                                                       | Szapáry út                                                               | 15                                                                       | 15                                                                       | 5.1 km                                                                   | 2, 2Y, 6, 6Y, 7, 8, 11, 11Y, 15Y, 20, 20A                                         |                                                                          |                                                                          |
| 11                                                                       | Aradi utca                                                               | 16                                                                       | 17                                                                       | 5.5 km                                                                   | 11Y, 33                                                                           |                                                                          |                                                                          |
| 12                                                                       | Meder utca                                                               | 17                                                                       | 18                                                                       | 6.0 km                                                                   | 11Y, 33                                                                           |                                                                          |                                                                          |
| 13                                                                       | Hunyadi János utca                                                       | 18                                                                       | 19                                                                       | 6.7 km                                                                   | 11Y, 33                                                                           |                                                                          |                                                                          |
| 14                                                                       | Bán utca                                                                 | 19                                                                       | 21                                                                       | 7.2 km                                                                   | 2, 2Y, 3, 21, 21A, 23, 23A, 23E, 25, 25A, 32, 33, 34, 34E, 35, 44                 |                                                                          |                                                                          |
| 15                                                                       | Temető                                                                   | 20                                                                       | 23                                                                       | 7.6 km                                                                   | 1Y, 2Y, 21, 21A, 25, 25A, 32, 33, 34, 34E                                         |                                                                          |                                                                          |
| 16                                                                       | Logisztikai Park                                                         | 22                                                                       | 25                                                                       | 8.4 km                                                                   | 1, 1A, 1Y, 2, 2Y, 21, 21A, 25, 25A, 32, 33, 34, 34E                               |                                                                          |                                                                          |
| 17                                                                       | Megyei kórház                                                            | 23                                                                       | 26                                                                       | 8.8 km                                                                   | 1, 1A, 1Y, 2, 2Y, 21, 21A, 25, 25A, 32, 33, 34, 34E                               |                                                                          |                                                                          |
| 18                                                                       | Cukorgyári lakótelep végállomás                                          | 25                                                                       | 28                                                                       | 9.6 km                                                                   | 1Y, 2, 2Y, 33                                                                     |                                                                          |                                                                          |